# Іратошу
Іратошу (рум. Iratoșu) — село у повіті Арад в Румунії. Адміністративний центр комуни Іратошу.
Село розташоване на відстані 434 км на північний захід від Бухареста, 18 км на північний захід від Арада, 61 км на північ від Тімішоари.

## Населення
За даними перепису населення 2002 року у селі проживали 1885 осіб.
Національний склад населення села:
| Національність | Кількість осіб | Відсоток |
| -------------- | -------------- | -------- |
| угорці         | 959            | 50,9%    |
| румуни         | 850            | 45,1%    |
| цигани         | 58             | 3,1%     |
| українці       | 8              | 0,4%     |
| німці          | 8              | 0,4%     |

Рідною мовою назвали:
| Мова       | Кількість осіб | Відсоток |
| ---------- | -------------- | -------- |
| угорська   | 958            | 50,8%    |
| румунська  | 899            | 47,7%    |
| циганська  | 15             | 0,8%     |
| українська | 6              | 0,3%     |
| німецька   | 6              | 0,3%     |